# Circus (sång)
För andra betydelser, se Circus.
Circus är en sång av den amerikanska sångerskan Britney Spears. Den spelades in till hennes sjätte studioalbum med samma namn. Den är skriven och producerad av Dr. Luke och Benny Blanco.
Det offentliggjordes att den skulle släppas som andra singel på Spears officiella hemsida den 31 oktober 2008, och den släpptes i december för att fira Britneys 27-årsdag som sammanföll med albumreleasen.